# 米氏無齒脂鯉
米氏無齒脂鯉，為輻鰭魚綱脂鯉目脂鯉亞目無齒脂鯉科的其中一個種，被IUCN列為近危保育類動物 ，分布於南美洲哥倫比亞的Magdalena、Cauca 、Jorge與Sinu河流域，體長可達24.6公分，棲息在河川中底層水域，生活習性不明。